# كومي أودوري
كومي أودوري (組踊؟، أوكيناوا: كومي وودوي) هو شكل من أشكال رقصة ريوكيان التقليدية السردية.و تعني "الرقص المختلط" أو "الرقص الجماعي".
نشأت هذه الرقصة في شوري، عاصمة ريوكيو ، في أوكيناوا في عام 1719، وكان الغرض الأصلي منها هو توفير التسلية، والتي كانت تسمى أوكوانشين ، للدبلوماسيين الصينيين الذين سافروا إلى ريوكيو. تاماجوسوكو تشوكون، أحد رجال بلاط ريوكيو الذي عاش من عام 1684 إلى عام 1734، يُنسب إليه الفضل في إنشاء كومي أودوري كمظاهرة قضائية يتم تقديمها بشكل متكرر. يعد كومي أودوري مزيجًا من عدة أنواع مختلفة من رقصات شرق آسيا، وقد استمر في احتلال مكانته في ثقافة أوكيناوا، وقد تم الاعتراف به الآن من قبل الحكومة اليابانية باعتباره ملكية ثقافية هامة غير ملموسة . وفي عام 2010، تم إدراجها في القائمة التمثيلية لليونسكو للتراث الثقافي غير المادي للبشرية .  ويظل اليوم مثالًا رئيسيًا للفن المحلي الذي حافظ عليه شعب أوكيناوا .